# Juegos Romanos
Los Juegos Romanos  fueron un festival religioso de la Antigua Roma que se celebraba anualmente, al menos desde el año 366 a. C., en el mes de septiembre y fueron las más importantes festividades romanas. Incluían múltiples competiciones atléticas y representaciones teatrales. Los dramas de corte griegos se introdujeron por primera vez en Roma con ocasión de estos juegos.

## Origen y evolución
Existen dos posibles orígenes para estos juegos: el primero dice que fueron establecidos por Tarquinio Prisco con motivo de la conquista de Apiolas; el otro es defendido por Dionisio de Halicarnaso y Cicerón, que datan su origen tras la victoria de los romanos en la batalla del Lago Regilo del año 496 a. C. Se celebraban en honor de Júpiter.
Originalmente la festividad fue organizada por los cónsules, pero más adelante fueron los ediles curules los encargados de celebrarlos. Al principio solo constaban de un día. Un segundo se añadió por la expulsión de la realeza en el año 509 a. C. y un tercero después de la secesión plebeya en el año 494 a. C. Entre 191 y 171 a. C. duraban diez días y poco antes de la muerte de Julio César su duración era de quince, del 5 al 19 de septiembre. Tras la muerte de César se agregó otro día. Este debió ser el 4 de septiembre porque Cicerón, en sus Discursos contra Verres, dice que pasaron cuarenta y cinco días desde los Juegos Romanos hasta los Ludi Victoriae Sullanae celebrados el 26 de octubre. Así, en el año 70 a. C., el 19 de septiembre ya era el último día de los juegos.